# الحزب التقدمي الجديد (كوريا الجنوبية)
الحزب التقدمي الجديد (NPP) هو حزب سياسي يساري في كوريا الجنوبية.